# Myosotis czekanowskii
Myosotis czekanowskii är en strävbladig växtart som först beskrevs av Ernst Rudolf von Trautvetter, och fick sitt nu gällande namn av R.V. Kamelin och V.N. Tikhomirov. Myosotis czekanowskii ingår i släktet förgätmigejer, och familjen strävbladiga växter. Inga underarter finns listade i Catalogue of Life.